# 만돔베 문자

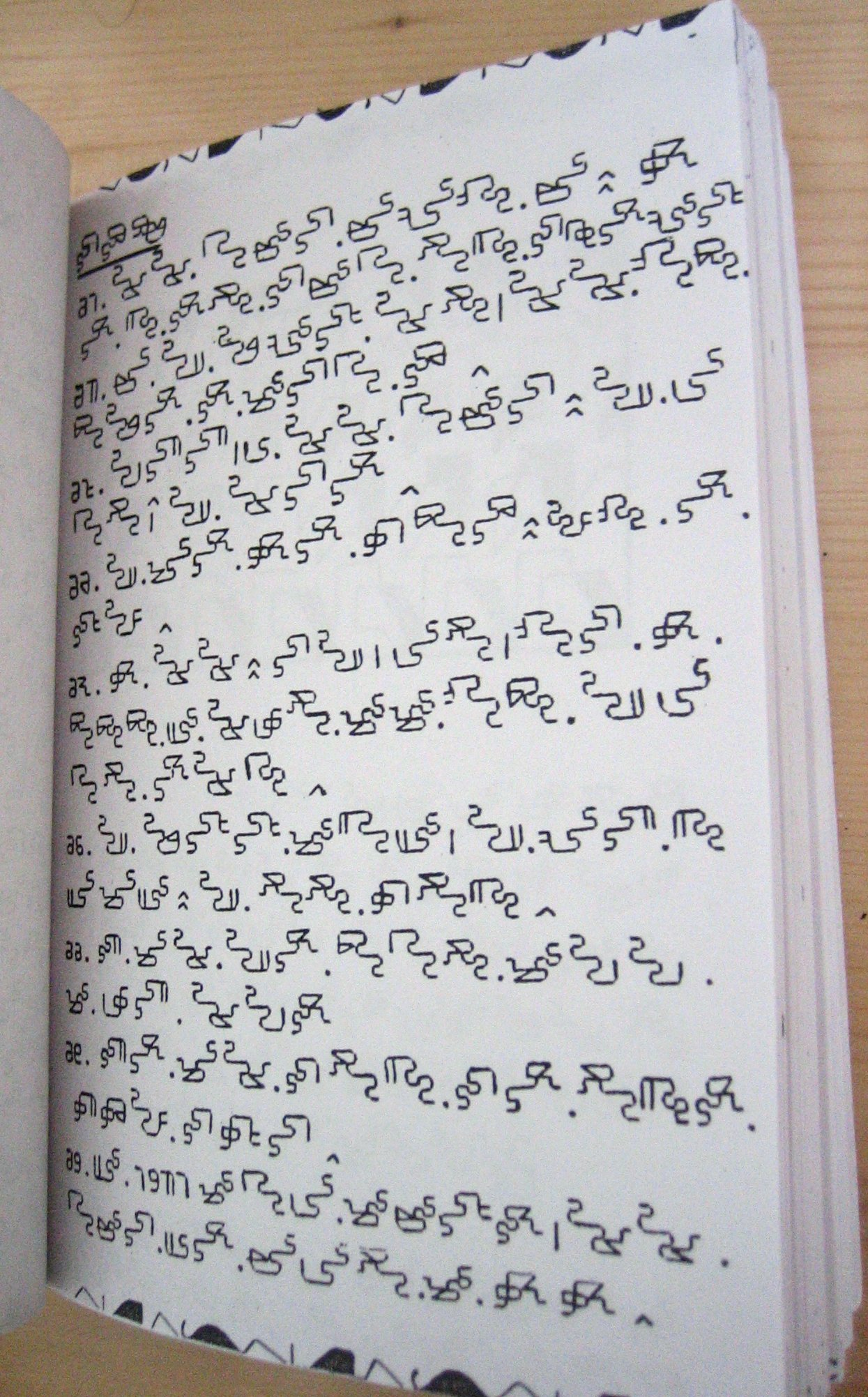
만돔베 문자로 쓰여진 책

만돔베 문자(Mandombe)는 1978년 콩고민주공화국의 와벨라디오 파이(Wabeladio Payi)가 만든 종교문자이다. 앙골라, 콩고민주공화국, 콩고 등지에서 킴방구주의 교회가 꾸리는 초중고 학교에서 쓰인다.
콩고어, 린갈라어, 치루바어, 스와힐리어 등 콩고의 4대 공용어와 중앙 및 남 아프리카의 다른 많은 언어들의 표기에 쓰이며, 만돔베 문자 보급을 추진하는 만돔베 아카데미에서는 근래 들어 만돔베 문자로 다른 아프리카 언어들을 표기하는 방법을 연구중이다. 유니코드에는 6.2 기준으로 등록되어 있지 않다.

## 모음
모음은 홀로 쓰이며, 홀로 음절을 이룬다. 이중모음을 만들 경우에는 추가부호를 쓴다.
| 로마자 | 만돔베 문자 | 모음부호 |
| ------ | ----------- | -------- |
| a      |             |          |
| e      |             |          |
| i      |             |          |
| o      |             |          |
| u / w  |             |          |

## 자음과 문자족
기본 자음은 4개이다. 기본자음글자를 저마다 세로 또는 가로로 뒤집어서, 각각 같은 그룹의 다른 자음을 나타낸다. 이들 자음은 음절을 만들기 위해 4개 족에 속한 모음과 짝을 이룬다.
- 1 족.
기본 글자가 왼쪽 아래에 있으며, 글자 모양은 뒤집히지 않는다.
- 2 족
기본 글자를 가로,세로로 놓는다.
- 3 족
기본 글자를 가로로 반듯하게 놓는다.
- 4 족
기본 글자를 세로로 반듯하게 놓는다.

글자를 뒤집으면 발음이 바뀌는 다른 문자는 이누이트 문자가 있다. 그러나 만돔베 문자의 자음은 발음이 바뀌는데 규칙성이 없는 편이다.

### 문자표
| 자음               | 1족 | 2족 | 3족  | 4족 |
| ------------------ | --- | --- | ---- | --- |
| Group 1            | na  | va  | sa   | ta  |
| Group 2            | be  | de  | fe   | ge  |
| Group 3            | ko  | mo  | lo   | po  |
| Group 4            | wi  | ri  | zi   | yi  |
| Mazita ma zindinga | shu | dju | tshu | ju  |

## 같이 보기
- 음절문자